# Xenomystax trucidans
Xenomystax trucidans е вид змиорка от семейство Congridae.

## Разпространение и местообитание
Видът е разпространен в Индия (Лакшадвип) и Малдиви.
Среща се на дълбочина около 1010 m.

## Описание
На дължина достигат до 64,5 cm.